# Premis YoGa 2003
Els 14è Premis YoGa foren concedits al "pitjoret" de la producció cinematogràfica de 2002 per Catacric la nit del 19 de febrer de 2003 "en un lloc cèntric de Barcelona" per un jurat anònim que ha tingut en compte les apreciacions, comentaris i suggeriments dels lectors de la seva web.

## Guardonats
| Secció           | Premi               | Nom                                       | Guanyador                                                               |
| ---------------- | ------------------- | ----------------------------------------- | ----------------------------------------------------------------------- |
| Cinema estranger | Pitjor pel·lícula   | "Sí, es otra estúpida película americana" | Quan érem soldats                                                       |
| Cinema estranger | Pitjor director     | "Cabeza borradora"                        | Ron Howard, per Una ment meravellosa                                    |
| Cinema estranger | Pitjor actor        | "Des-Prestige"                            | Jeremy Irons, per La màquina del temps, El quart àngel i Callas Forever |
| Cinema estranger | Pitjor actriu       | "Calla forever"                           | Repartiment de 8 femmes                                                 |
| Cinema espanyol  | Pitjor pel·lícula   | "El pedante bilingüe"                     | Menja d'amor                                                            |
| Cinema espanyol  | Pitjor direcció     | "Y tú, menos..."                          | Jordi Mollà, per No somos nadie                                         |
| Cinema espanyol  | Pitjor actor        | "Pasa palabra"                            | Carlos Sobera, per El forastero i ¡Hasta aquí hemos llegado!            |
| Cinema espanyol  | Pitjor actriu       | "Manolete Gafotas"                        | Rosario Flores, per Hable con ella                                      |
| Cinema espanyol  | Institución         | "Pánico nuclear"                          | Reacció del Govern després de la cerimònia dels Goya                    |
| Especials        | Uno de los nuestros | Uno de los nuestros                       | Carlos Pumares                                                          |
| Especials        | Remakes             | "El ataque de los clones"                 | Mr. Deeds, Rollerball i Vanilla Sky                                     |